# Fitotelma

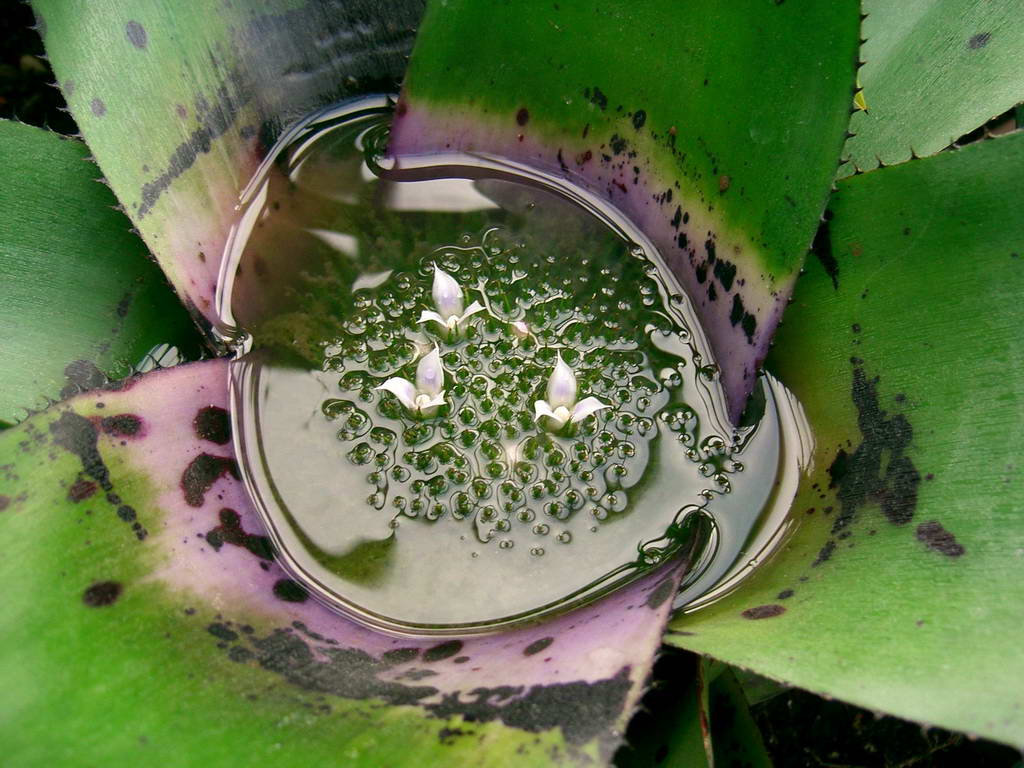
Fitotelma nella rosetta della bromeliacea Neoregelia concentrica.

Il fitotelma (dal greco phytón, "pianta", e telma, "stagno") è un microecosistema acquatico formato dall'acqua ristagnante trattenuta da particolari strutture tipiche della morfologia di determinate piante come, ad esempio, le rosette fogliari delle Bromeliaceae, gli ascidi di alcune piante carnivore, le ascelle fogliari delle palme e delle Pandanaceae, il cavo dei fusti dei bambù.
L'interesse di questi ecosistemi, generalmente ubicati in ambienti tropicali, risiede nel fatto che ospitano una biocenosi semplificata ma complessa composta da microrganismi autotrofi o eterotrofi, come alghe, batteri, funghi, protozoi, invertebrati come crostacei e insetti (in particolare larve di ditteri nematoceri), piccoli vertebrati come gli anfibi.
Alcune specie di rane compiono il loro sviluppo larvale all'interno dei fitotelmi; tra di esse Blommersia angolafa, i cui girini si sviluppano nell'acqua che si raccoglie sulle foglie morte delle palme del genere Dypsis, Anodonthyla rouxae, Cophyla tsaratananaensis e Mantella laevigata, che si riproducono nei fitotelmi del bambù, Cophyla milloti e Guibemantis punctatus, che colonizzano le ascelle foliari degli alberi di Pandanus, Cophyla occultans, che utilizza le cavità alla base degli alberi.